# Ixtla, San Luis Potosí
Ixtla är en ort i Mexiko.   Den ligger i kommunen Tamazunchale och delstaten San Luis Potosí, i den sydöstra delen av landet, 200 km norr om huvudstaden Mexico City. Ixtla ligger 564 meter över havet och antalet invånare är 562.
Terrängen runt Ixtla är kuperad åt sydost, men åt nordväst är den bergig. Runt Ixtla är det ganska tätbefolkat, med 60 invånare per kvadratkilometer. Närmaste större samhälle är Tamazunchale, 9,3 km nordost om Ixtla. I omgivningarna runt Ixtla växer i huvudsak städsegrön lövskog.